# 神火
神火（じんか/しんか）とは、8世紀後半から10世紀にかけて、主に東国の官衙を中心に頻発した不審火のこと。
『続日本紀』にて採録された天平宝字7年（763年）9月1日の勅において、「疫死数多く、水旱時ならず。神火屢至り、徒に官物を損ふ。此れは、国郡司ら国神に恭はざるの咎なり」（原漢文）と記されている。当初は原因不明で、神罰や天災であるとの認識であったが、国衙や郡衙の正倉や国分寺などの公的施設の被害が多かったことと、正税・官物の焼失による財政的打撃を食い止めるために、国司・郡司らの管理責任を追及し、時には解官・損失補填などの措置を採る様になる。更にこうした事件の頻発によって、次第に事件の背景に郡司などの役人の地位を巡る地方単位における政争（政敵の責任追及）や国司・郡司らによる正税虚納や官物押領の隠蔽などを意図したものであると考えられるようになった。そのため、太政官では神火の報告を受けると、刑部省の役人に現地の調査を行わせて犯人の糾明を行わせたり、放火犯に対しては一律に格殺（殴り殺しの刑）処分とし、譜第の場合にはこれを断絶とするなどの措置を取った。
なお、神火の発生は蝦夷征討期の東国に特に集中しており、森田悌は蝦夷征討によって東国において軍事的・経済的負担が強まり、政治的不満がこうした事件を引き起こす一因としてあったこと、国司の受領化によって国司と郡司の関係が変化したことが、神火事件減少の原因と推定している。